# Kadua fluviatilis
Kadua fluviatilis ist eine Pflanzenart aus der Gattung Kadua in der Familie der Rötegewächse (Rubiaceae). Sie kommt endemisch auf Hawaii vor.

## Beschreibung

### Vegetative Merkmale
Kadua fluviatilis wächst als kletternder Strauch, dessen Stämme Längen von 0,3 bis 2,5 Metern erreichen. Die leicht abgeflachten Stämme haben einen stielrunden. Die Pflanzenteile verströmen einen unangenehmen Geruch, wenn sie verletzt werden.
Die gegenständig an den Zweigen angeordneten Laubblätter sind in einen Blattstiel und eine Blattspreite gegliedert. Der Blattstiel ist 0,5 bis 4 Zentimeter lang. Die einfache, steife und papierartige Blattspreite ist bei einer Länge von 3,8 bis 23 Zentimetern sowie einer Breite von 1,6 bis 6 Zentimetern von elliptisch-verkehrt-lanzettlich bis elliptisch-lanzettlich, seltener auch breit elliptisch-verkehrt-lanzettlich, breit elliptisch oder eiförmig geformt. Die Oberseite der Blattspreite ist genauso wie die Unterseite kahl. Die Spreitenbasis läuft keilförmig zu, die mehr oder weniger sichelartig gebogene Spreitenspitze ist zugespitzt bis geschwänzt und der Spreitenrand ist ganzrandig. Von jeder Seite der Blattmittelader zweigen einige Paare an Seitenadern ab und die Blattadern höherer Ordnung bilden ein auffälliges, netzartiges Muster. Die Nebenblätter ähneln den Laubblättern, sind mit der Basis des Blattstieles verwachsen und bilden dadurch eine Blattscheide. Die breit dreieckige Blattscheide ist 0,5 bis 0,6 Zentimeter.

### Generative Merkmale
Die achselständigen, zymösen Blütenstände sind reduziert und stehen an einem 0,5 bis 0,8 Zentimeter langen Blütenstandsstiel, welcher an seiner Basis oder auf seiner gesamten Länge mit dem Stamm verwachsen sein ist. Die Blütenstände enthalten meist eine, selten bis zu fünf gestielte Einzelblüten. Die Blütenstiele sind 3 bis 5,5 Zentimeter lang und haben einen quadratischen Querschnitt.
Die vierzähligen Blüten sind radiärsymmetrisch. Der quadratisch-kreiselförmige Blütenbecher wird etwa 0,3 bis 0,4 Millimeter lang. Die Kelchblätter sind miteinander zu einer Kelchröhre verwachsen. Die Kelchlappen sind bei einer Länge von 0,7 bis 1,8 Zentimetern und einer Breite von 0,3 bis 0,6 Zentimetern dreieckig bis annähernd eiförmig geformt. Die fleischigen und wachsigen, weißen Kronblätter sind stieltellerförmig miteinander verwachsen. Die Kronröhre erreicht eine Länge von 1,3 bis 3 Zentimeter. Die vier Kronlappen erreichen Längen von 0,8 bis 2 Zentimetern und weisen an ihren Spitzen ein schmales Anhängsel auf. Der tief zweifach gelappte Griffel ist unbehaart.
Die Kapselfrüchte sind bei einer Länge von 0,8 bis 1,3 Zentimeter und einer Dicke von 0,9 bis 1,3 Zentimeter breit kreiselförmig bis kreiselförmig-kugelig geformt und weist einen stark quadratischen Querschnitt oder einen Flügel auf. Das Endokarp ist stark verholzt. Jede der Früchte enthält mehrere durchscheinende, rötlich braune Samen. Sie sind keilförmig geformt und die Samenschale weist ein netzartiges Muster auf.

## Vorkommen
Das natürliche Verbreitungsgebiet von Kadua fluviatilis liegt auf einigen zu Hawaii gehörenden Inseln. Kadua fluviatilis ist ein Endemit, der auf den Inseln Kauaʻi und Oʻahu vorkommt.

## Taxonomie
Die Erstbeschreibung als Kadua fluviatilis erfolgte 1912 durch Charles Noyes Forbes in Occasional Papers of the Bernice Pauahi Bishop Museum of Polynesian Ethology and Natural History. Synonyme für Kadua fluviatilis C.N. Forbes sind Hedyotis fluviatilis (C.N. Forbes) Fosberg und Kadua kamapuaana O.Deg. Das Artepitheton fluviatilis bedeutet so viel wie in Flüssen wachsend.
Kadua fluviatilis scheint nahe mit Kadua acuminata verwandt zu sein und bildet mit dieser Art Hybride.